# Walsall F.C.
Walsall Football Club – angielski klub piłkarski, który powstał w 1887 roku, z połączenia dwóch klubów: Walsall Town (założonego w roku 1877) oraz Walsall Swifts (rok założenia – 1879). Klub występuje obecnie w League Two.

## Obecny skład
Stan na 31 stycznia 2023
| Nr | Poz. | Piłkarz                                               |
| -- | ---- | ----------------------------------------------------- |
| 1  | BR   | Owen Evans                                            |
| 2  | OB   | Hayden White                                          |
| 3  | OB   | Liam Gordon                                           |
| 4  | PO   | Joss Labadie                                          |
| 5  | OB   | Donervon Daniels (kapitan)                            |
| 6  | OB   | Manny Monthé                                          |
| 7  | PO   | Joe Riley                                             |
| 8  | PO   | Liam Kinsella                                         |
| 9  | NA   | Conor Wilkinson                                       |
| 10 | PO   | Tom Knowles                                           |
| 11 | NA   | Andy Williams                                         |
| 12 | BR   | Jackson Smith (Wypożyczony z Wolverhampton Wanderers) |
| 14 | PO   | Brandon Comley                                        |
| 15 | NA   | Douglas James-Taylor (Wypożyczony z Stoke City)       |
| 16 | PO   | Jacob Maddox                                          |

| Nr | Poz. | Piłkarz                                           |
| -- | ---- | ------------------------------------------------- |
| 17 | PO   | Jack Earing                                       |
| 18 | OB   | Oisin McEntee                                     |
| 19 | NA   | Jamille Matt                                      |
| 20 | NA   | Matty Stevens (Wypożyczony z Forest Green Rovers) |
| 21 | PO   | Jonas Mukuna                                      |
| 22 | PO   | Taylor Allen                                      |
| 23 | PO   | Isaac Hutchinson                                  |
| 24 | OB   | Joe Low (Wypożyczony z Bristol City)              |
| 25 | PO   | Ronan Maher                                       |
| 31 | PO   | Robbie Willmott (Wypożyczony z Newport County)    |
| 33 | OB   | Rio Sawyers                                       |
| 35 | BR   | George Barrett                                    |
| 42 | PO   | Yann Songo'o (Wypożyczony z Bradford City)        |

### Piłkarze na wypożyczeniu
| Nr | Poz. | Piłkarz                                |
| -- | ---- | -------------------------------------- |
| 26 | OB   | Peter Clarke (w Oldham Athletic)       |
| 27 | NA   | Timmy Abraham (w Oldham Athletic)      |
| 29 | OB   | Joe Foulkes (w Kidderminster Harriers) |
| 32 | NA   | Shay Willock (w Worcester Raiders)     |
|    | OB   | Rollin Menayese (w Hartlepool United)  |
|    | PO   | Sam Perry (w Leamington Spa)           |

## Skład zespołu
Stan na 1 stycznia 2015
| Nr | Poz. | Piłkarz                              |
| -- | ---- | ------------------------------------ |
| 1  | BR   | Richard O’Donnell                    |
| 2  | OB   | Ben Purkiss                          |
| 3  | OB   | Andy Taylor                          |
| 4  | OB   | James O’Connor                       |
| 6  | OB   | Paul Downing                         |
| 7  | PO   | Adam Chambers (kapitan)              |
| 8  | PO   | Sam Mantom                           |
| 9  | NA   | Tom Bradshaw                         |
| 10 | PO   | Romaine Sawyers                      |
| 11 | PO   | James Baxendale                      |
| 12 | PO   | Michael Cain (wyp. z Leicester City) |
| 13 | BR   | Craig MacGillivray                   |
| 14 | OB   | Malvind Benning                      |

| Nr | Poz. | Piłkarz        |
| -- | ---- | -------------- |
| 15 | OB   | James Chambers |
| 16 | OB   | Matt Preston   |
| 17 | PO   | Reece Flanagan |
| 18 | PO   | Kieron Morris  |
| 19 | PO   | Jake Heath     |
| 21 | NA   | Jordan Cook    |
| 22 | PO   | Liam Kinsella  |
| 24 | NA   | Ashley Grimes  |
| 25 | OB   | Rico Henry     |
| 26 | PO   | Billy Clifford |
| 27 | PO   | Anthony Forde  |
| 28 | OB   | Kyle Rowley    |
| 37 | NA   | Mathieu Manset |

## Reprezentanci kraju grający w klubie
| - Keith Andrews - Chris Baird - Anthony Bedeau - Trevor Benjamin - Des Bremner - Gabor Bukran - Darren Byfield - Craig Burley - Deon Burton - Allan Clarke - Steve Corica - Chris Crowe - Tony Daley - Miah Dennehy - Paul Devlin - Wayne Dyer - Tony Grealish - Paul Hall - Johny Hancocks - Danny Hay - Barry Horne - Clayton Ince - Mick Kearns - John Keister - Mark Kinsella - Jamie Lawrence - Kyle Lightbourne - David Kelly - Tony Macken - Alan McKnight - Paul McShane | - Paul Merson - Joe Murphy - Alassane N’dour - Mick O’Brien - Scott Ollerenshaw - Phil Parkes - Mark Paston - Howard Pritchard - Marco Reich - Michael Ricketts - Paul Ritchie - Steve Roberts - Carl Robinson - Hector Sam - Fritzoy Simpson - Trevor Smith - Edrissa Sonko - Danny Sonner - Derek Statham - Steve Staunton - Bobby Thomson - Mads Timm - Michalis Vlachos - Dany Walsh - Rhys Weston - Bert Williams - Denis Wilshaw - Kevin Wilson - Trevor Wood - David Zdrilic |